# 삼익제약
삼익제약(三益製藥 株式會社)는 대한민국의 제약 회사이다.

## 역사
서울대 약학을 나온 이 회장은 천도제약에서 근무한 경험을 바탕으로 1970년대 초 창업하였다.
2025년 코스닥 상장 예비심사 신청 중으로 스팩합병을 통해 코스닥 상장을 추진 중이다.